# Градна
Градна (хорв. Gradna) — населений пункт у Хорватії, у Загребській жупанії у складі міста Самобор.

## Населення
Населення за даними перепису 2011 року становило 541 осіб.
Динаміка чисельності населення поселення:

## Клімат
Середня річна температура становить 10,38 °C, середня максимальна – 24,63 °C, а середня мінімальна – -6,30 °C. Середня річна кількість опадів – 991 мм.
| Клімат поселення                              | Клімат поселення | Клімат поселення | Клімат поселення | Клімат поселення | Клімат поселення | Клімат поселення | Клімат поселення | Клімат поселення | Клімат поселення | Клімат поселення | Клімат поселення | Клімат поселення | Клімат поселення |
| Показник                                      | Січ.             | Лют.             | Бер.             | Квіт.            | Трав.            | Черв.            | Лип.             | Серп.            | Вер.             | Жовт.            | Лист.            | Груд.            |                  |
| Середній максимум, °C                         | 5,96             | 8,00             | 12,39            | 16,78            | 21,62            | 24,63            | 23,77            | 23,14            | 19,28            | 14,19            | 8,33             | 4,56             |                  |
| Середня температура, °C                       | −0,18            | 1,89             | 6,27             | 10,65            | 15,49            | 18,50            | 20,23            | 19,60            | 15,73            | 10,66            | 4,79             | 1,00             |                  |
| Середній мінімум, °C                          | −6,3             | −4,26            | 0,13             | 4,51             | 9,37             | 12,37            | 16,68            | 16,04            | 12,17            | 7,12             | 1,23             | −2,54            |                  |
| Норма опадів, мм                              | 52               | 52               | 68               | 73               | 84               | 110              | 93               | 96               | 98               | 97               | 97               | 71               |                  |
| Середньомісячна швидкість вітру, м/с          | 1.59             | 1.70             | 2.12             | 2.09             | 1.90             | 1.80             | 1.70             | 1.50             | 1.50             | 1.50             | 1.60             | 1.60             |                  |
| Середньомісячна сонячна радіація, кДж/м²·день | 4090             | 6841             | 10382            | 14811            | 18913            | 20742            | 21679            | 18770            | 13882            | 8541             | 4501             | 3294             |                  |
| --------------------------------------------- | ---------------- | ---------------- | ---------------- | ---------------- | ---------------- | ---------------- | ---------------- | ---------------- | ---------------- | ---------------- | ---------------- | ---------------- | ---------------- |
| Джерело:                                      |                  |                  |                  |                  |                  |                  |                  |                  |                  |                  |                  |                  |                  |